# Ejército Confederado Perú-Boliviano
El Ejército de la Confederación Perú-Boliviana, también conocido como Ejército unido y Ejército unitario, fue el ejército de tierra de dicho país. Estuvo integrado por tropas de los estados que conformaron el país (Nor-Perú, Sud-Perú y Bolivia). Su existencia fue de facto cuatro años (1835-1839) e institucionalmente de dos años (1837-1839).
Fue conformado inicialmente en 1835 con el nombre de Ejército unido, constituido por el Ejército del Perú y el Ejército de Bolivia; por un pacto del alianza entre el presidente peruano Luis Orbegoso con el presidente boliviano Andrés de Santa Cruz, nombrandose a este último como Jefe Superior del Ejército Unido para que realice una intervencíón militar en el Perú, país que se encontraba en una guerra civil.
Su disolución (junto al de la Confederación) estuvo marcada tras la batalla de Yungay. Durante su breve existencia, el supremo protector Andrés de Santa Cruz comandó el Ejército como capitán general.

## Historia
Sus antecedentes se remontan a la guerra civil peruana entre Agustín Gamarra y Luis José de Orbegoso, en la cual este último solicitó la ayuda del entonces presidente de Bolivia Andrés de Santa Cruz quien en julio de 1835 cruzó la frontera con sus tropas en apoyo de las que mandaba Orbegozo, a esta campaña llamó Santa Cruz Pacificación del Perú.

He tenido la honra de recibir vuestra carta de ocho del presente, en la cual me trasmitis la autoridad superior militar sobre el ejército peruano, conforme al tratado celebrado en la ciudad de La Paz y también la autoridad política, con todas vuestras facultades en el territorio que ocupe el Ejercito Unido
.
General Andrés de Santa Cruz. Carta a Orbegoso fechada el 10 de julio de 1835.

Después de la Guerra entre Salaverry y Santa Cruz culminada en 1836, la Confederación Perú-Boliviana se creó de facto, pero la constitución llegaría un año después, en 1837 pero para entonces esta joven nación ya contaba con un ejército profesional equipado y armado.
El reclutamiento y unificación militar empezó antes de la constitución, tras la llegada de esta, el nuevo país contaba con un ejército organizado e instruido.
Tras pacificar el Perú, derrotando en Socabaya a los opositores peruanos de la confederación demostró sus habilidades contra la Confederación Argentina, derrotando a las tropas del general Alejandro Heredia en Humahuaca, Iruya y Montenegro y obligando a capitular en Paucarpata a la primera expedición del Ejército Unido Restaurador conformada por chilenos y peruanos contrarios a Santa Cruz, a quienes volvió a vencer en Buin en 1839 pero pocos días después sufrió una decisiva derrota en la sangrienta Batalla de Yungay.
Su formación e instrucción militar, al igual que todos los ejércitos americanos de la época, estaba basada en modelos franceses instituidos por Napoleón I.
Grados y Empleos 
Oficiales
- Mariscal de la Confederación
- General
- Coronel
- Teniente coronel
- Sargento Mayor
- Capitán
- Teniente
- Subteniente

Clases y tropa
- Sargento 1.º
- Sargento 2.º
- Cabo
- Soldado

### Tipos de uniformes
Los uniformes, al igual que la instrucción y equipamiento, era de influencia francesa (de hecho en aquella época muchos países poseían influencia francesa). Los tipos de uniformes son los siguientes:
- Los reclutas de infantería iban vestidos con un uniforme blanco, un gorro frigio de color azul, cuello y mangas rojas y botas negras.
- Los batallones peruanos de Junín y Ayacucho vestían con casacas rojas.
- Los Colorados también vestían con casaca roja, y los amarillos y verdes como indica su nombre.
- Los soldados de la Legión peruana iban de blanco, cuello y mangas rojas, un gorro negro (al más estilo napoleónico) y botas negras.
- Los Húsares vestían de negro con pantalones blancos, botas blancas, cuello amarillo, un gorro negro con líneas amarillas y las mangas presentaban unas líneas de color amarillo. También otro batallón vestía con casaca roja, pantalones grises (o blancos), botas negras, mangas verdes, gorro negro con líneas amarillas y cuello amarillo (esta unidad era del estado boliviano).
- Los soldados de infantería peruana vestían con botas negras, un uniforme negro, pantalón blanco, un gorro negro con decorados (arriba llevaban la bandera respectiva de cada estado), cuello rojo y mangas negras con líneas rojas,
- Los oficiales de alto rango, vestían con botas negras, el sombrero (similar al de Napoleón) con un broche decorativo, un uniforme negro, hombreras amarillas o doradas, una cinta roja en la cintura decorativa, mangas negras con líneas amarillas o doradas y cuello rojo.
- Los sargentos de la infantería boliviana vestían con botas negras, un uniforme de color negro, un gorro negro que llevaba arriba la bandera del estado boliviano, coderas con líneas decorativas rojas y las mangas con líneas decorativas amarillas.
- La infantería regular boliviana vestía igual que la peruana, diferenciándose en la bandera del gorro.

## Armas usadas

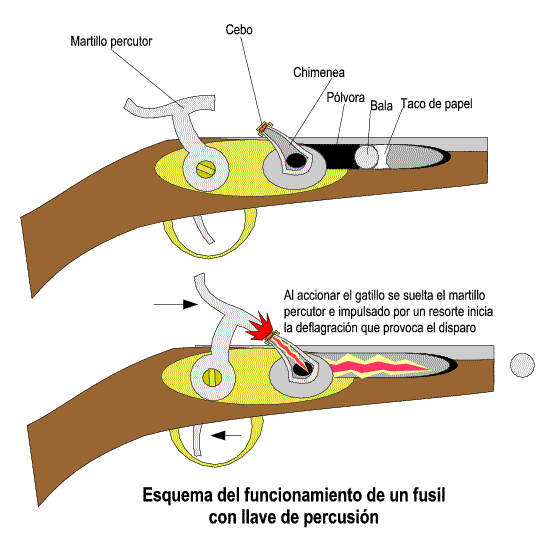
fusil de percusión

Los fusiles usados por este ejército iban desde los de chispa hasta los de percusión, adquiridos recientemente. Estos fusiles incorporaban bayonetas y eran de origen europeo. Uno de los fusiles (de chispa ) primeramente usados fue el Corrigé An IX en su versión mejorada (el mismo usada por la Grande Armée como fusil básico). Y los fusiles de llave de percusión eran de origen francés ( o al menos la mayoría).
Los Húsares usaban sables y lanzas, había también una gran variedad de cañones y granadas de mano. En cambio los Coraceros portaban sables y fusiles con o sin bayonetas (dependiendo de la ocasión).
Los soldados usaban una gran variedad de complementos como las "polvoleras", cantimploras, sables, granadas de mano, equipamiento para acampar, palas para cavar trincheras y parapetarse, botiquín, comida, etc.

## Instrucción
Este ejército basaba su disciplina, instrucción y tácticas militares en el modelo napoleónico, como tantas naciones de aquel tiempo, de hecho en el ejército se encontraban oficiales de diversas nacionalidades.